# Naphthalin-1,6-disulfonsäure
Naphthalin-1,6-disulfonsäure ist eine chemische Verbindung aus der Gruppe der Naphthalinsulfonsäuren und wird als Ausgangsstoff für Azofarbstoffe industriell hergestellt.

## Herstellung
Die Säure wird durch Sulfonierung von Naphthalin gewonnen. Sie ist ein Beiprodukt der Herstellung von Naphthalin-1,5-disulfonsäure.

## Verwendung
Naphthalin-1,6-disulfonsäure dient als Edukt zur Herstellung von Farbstoffen (Farbmitteln). Die Disulfonsäure lässt sich in der 8-Position zur 8-Nitronaphthalin-1,6-disulfonsäure nitrieren; aus dem 8-Nitro-Derivat erhält man durch Béchamp-Reduktion die 8-Aminonaphthalin-1,6-disulfonsäure (Amino-ε-Säure). Die Aminogruppe kann in die Hydroxygruppe umgewandelt werden, indem man jene in das Diazoniumsalz überführt und dieses sauer hydrolysiert (Phenolverkochung).

## Sicherheitshinweise
Naphthalin-1,6-disulfonsäure wirkt stark ätzend.